# Dalum Sogn

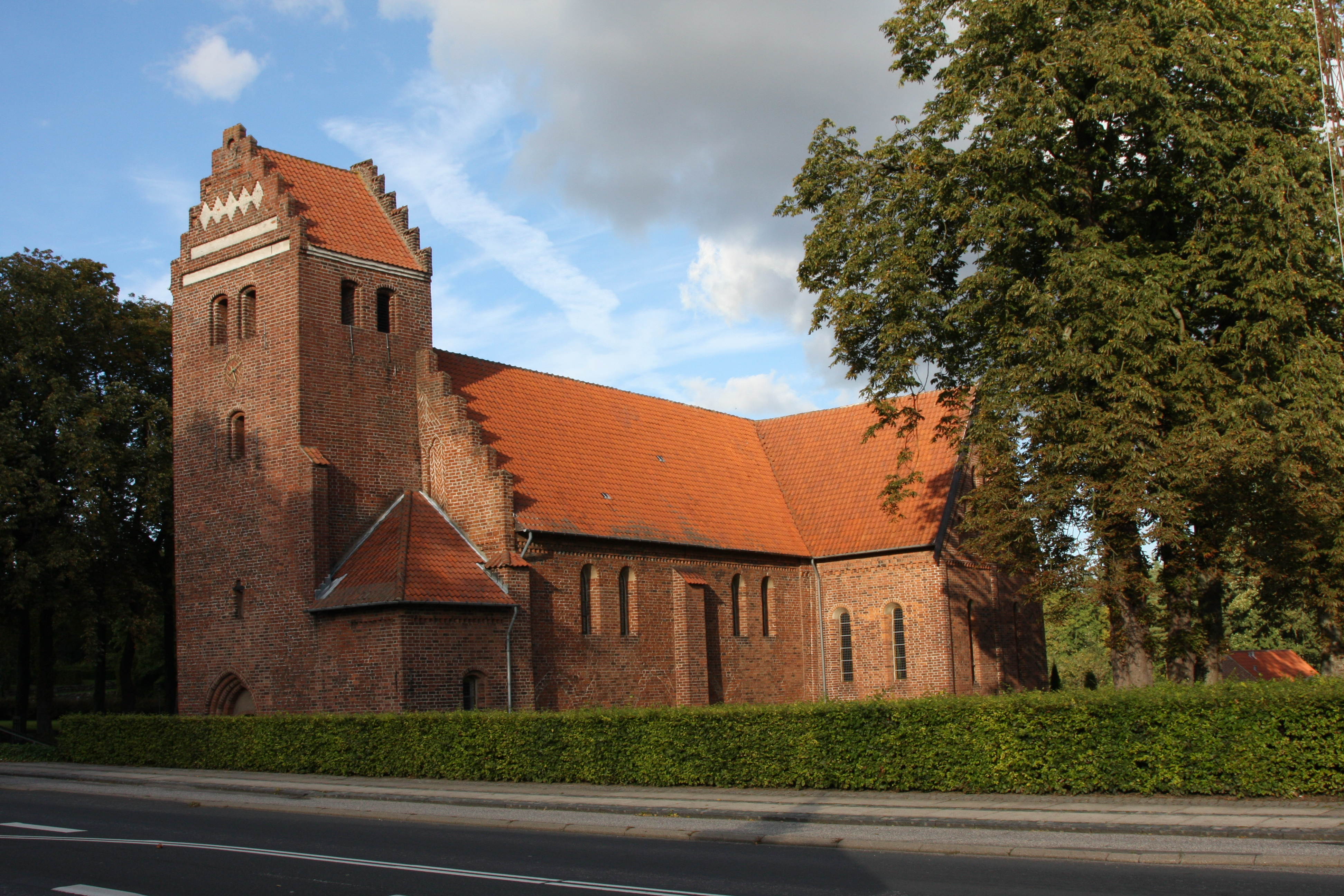
Dalum Kirke

Dalum Sogn ist eine Kirchspielsgemeinde (dän.: Sogn) auf der Insel Fyn (dt.: Fünen) im südlichen Dänemark. Bis 1970 gehörte sie zur Harde Odense Herred im damaligen Odense Amt, danach zur Odense Kommune im Fyns Amt, die im Zuge der  Kommunalreform zum 1. Januar 2007 Teil der Region Syddanmark geworden ist.
Von den 182.387 Einwohnern von Odense leben 6898 im Kirchspiel Dalum (Stand: 1. Januar 2023). Im Kirchspiel liegt die Kirche „Dalum Kirke“.
Nachbargemeinden sind im Nordosten Ansgars Sogn, im Südosten Hjallese Sogn, im Südwesten Dyrup Sogn und im Westen Sanderum Sogn.

## Persönlichkeiten
- Peter Ulrik Frederik Demant (1802–1868), Orgelbauer